# إلياس بويعقوب
إلياس بويعقوب من مواليد 3 أبريل 1983 هو جودوكا الجزائري للوزن الثقيل، فاز ببطولة أفريقيا في عامي 2014 و 2015 ، و احتل المركز الثاني في عام 2013 وعام 2016. نافس في أولمبياد 2016 ولكن أقصي من الجولة الثالثة.

## روابط خارجية
- إلياس بويعقوب على موقع الفيدرالية الدولية للجودو (الإنجليزية)
- إلياس بويعقوب على موقع JudoInside.com (الإنجليزية)
- إلياس بويعقوب على موقع AllJudo.net (الفرنسية)
- إلياس بويعقوب على موقع اللجنة الأولمبية الدولية (الإنجليزية)
- إلياس بويعقوب على موقع أوليمبيديا (الإنجليزية)